# لکسینل ژان فرانسوا
لکسینل ژان فرانسوا (انگلیسی: Lecsinel Jean-François؛ زادهٔ ۲ اکتبر ۱۹۸۶) بازیکن فوتبال اهل هائیتی است.
از باشگاه‌هایی که در آن بازی کرده‌است می‌توان به باشگاه فوتبال گنگام، باشگاه فوتبال شفیلد یونایتد، باشگاه فوتبال سوئیندون تاون، باشگاه فوتبال پاری سن ژرمن، باشگاه فوتبال فالکیرک، و باشگاه فوتبال سدان اشاره کرد.
وی همچنین در تیم ملی فوتبال هائیتی بازی کرده‌است.